# Geriatria
La geriatria és la branca de la medicina que s'ocupa dels aspectes preventius, curatius i de la rehabilitació de les malalties de l'adult gran. La definició de geriatria sol anar acompanyada de la de gerontologia -l'estudi dels fenòmens associats a l'envelliment humà-, per a la seva millor diferenciació. No obstant això, hi ha moments en els quals la diferència entre geriatria i gerontologia desapareix, com ocorre amb els termes gerontologia clínica i geriatria, ja que ambdós podrien ser intercanviables. No existeix una edat establerta en la qual els pacients puguin estar sota l'atenció d'un geriatre, o un metge geriàtric, un metge especialitzat en la cura de persones majors. Més aviat, aquesta decisió està determinada per les necessitats individuals del pacient i per la disponibilitat d'un especialista. És important destacar la diferència entre la geriatria, la cura de les persones ancianes i la gerontologia, que és l'estudi del mateix procés d'envelliment. El terme geriatria prové del grec γέρων geron que significa "vell", i ιατρός iatros que significa "curador". No obstant això, la geriatria a vegades es diu gerontologia mèdica.

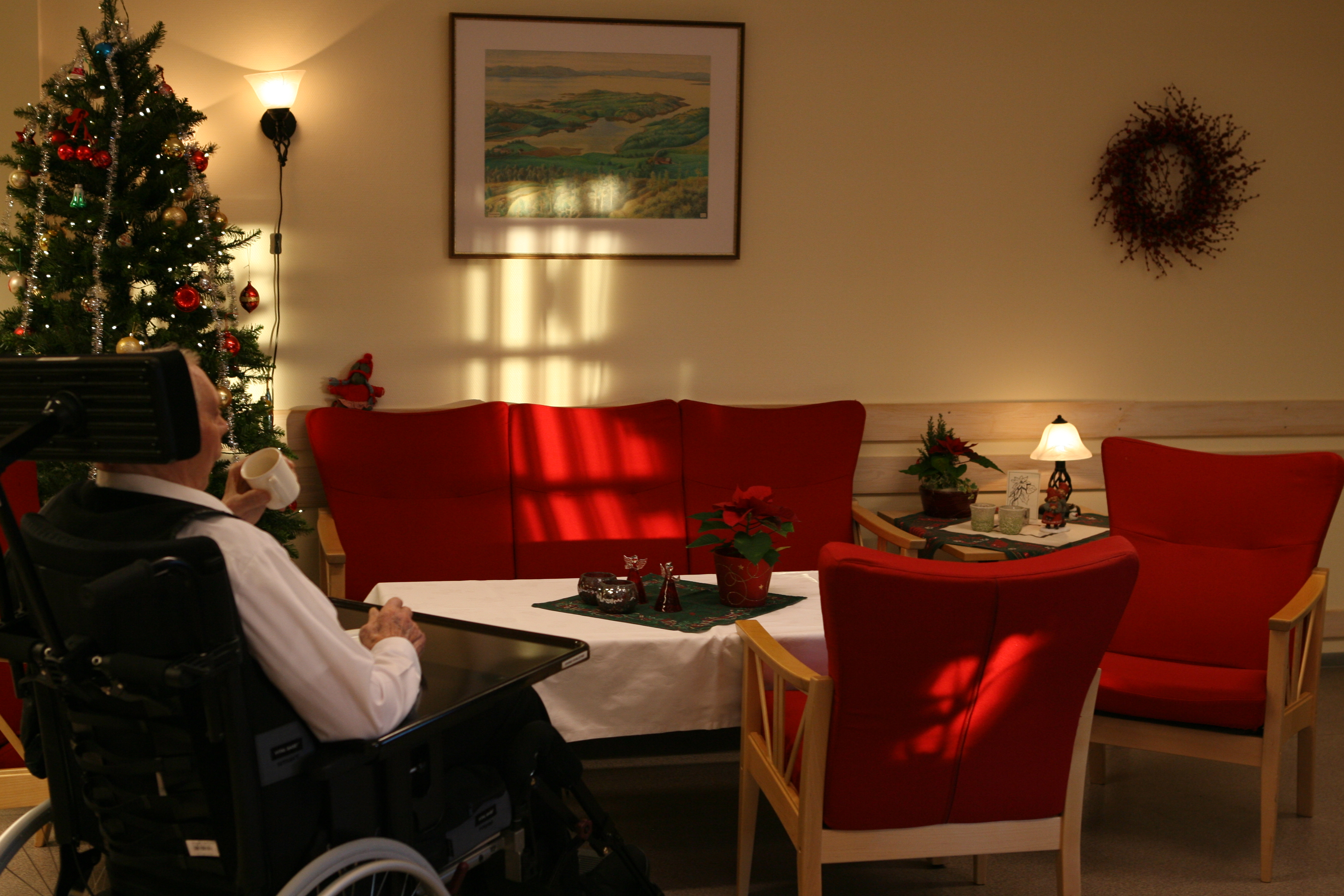
Ancià en un asil d'ancians a Noruega

Encara que es practiquen nombrosos models de medicina geriàtrica, entre tots ells, els que predominen són tres: en el Regne Unit, la geriatria s'encarrega de la cura dels malalts que tenen més de setanta-cinc anys. Aquesta cura especialitzada es realitza en col·laboració amb els metges de família. El segon model és aquell que està dirigit a gent a partir d'una determinada edat (alguns estableixen el límit en els seixanta-cinc, altres en setanta o setanta-cinc) però en aquest cas, les arrels de la disciplina es troben en l'atenció primària. Un tercer model, no utilitza aquests grups d'edat, sinó que defineix la Geriatria, com l'aplicació de cures subespecialitzades a les persones grans que són fràgils. En aquest context, fragilitat s'entén com la tendència de les persones majors a sofrir nombrosos problemes mèdics i socials; d'aquesta manera s'observa la Geriatria com una alternativa a aquestes especialitats que només estan centrades en els problemes dels sistemes d'òrgans.

## Història
Una de les vuit branques del sistema tradicional indi de medicina, Aiurveda, és jara o rasayana, similar a la geriatria. Charaka va descriure la fatiga i l'esgotament físic causats per l'envelliment prematur com a resultat d'una dieta pobra. El Charaka Samhita recomana que els pacients ancians evitin l'esforç físic o mental excessiu i consumeixin una dieta lleugera però nutritiva.
Diversos metges de l'Imperi Romà d'Orient van estudiar geriatria, amb metges com Aeci evidentment especialitzats en el camp. Alexandre de Tral·les va veure el procés d'envelliment com una forma natural i inevitable de marasme, causat per la pèrdua d'humitat en el teixit corporal. Els treballs d'Aeci descriuen els símptomes mentals i físics de l'envelliment. Teòfil el Protoespatari i Joan Actuari també van discutir el tema en els seus treballs mèdics. Els metges romans d'Orient solen basar en els treballs d'Oribasius i recomanen que els pacients d'edat avançada consumeixin una dieta rica en aliments que proporcionen "calor i humitat". També van recomanar pautes freqüents de bany, massatge, repòs i exercici de baixa intensitat.
En el Cànon de la Medicina, escrit per Avicenna en 1025, l'autor estava preocupat per com "els vells necessiten molt dormir" i com els seus cossos han de ser ungits amb oli, i recomana exercicis com caminar o muntar a cavall. La Tesi III del Cànon discuteix la dieta adequada pels ancians i dedicar diverses seccions als pacients ancians que es refreden.
El metge àrab Algizar (al voltant de 898–980) va escriure un llibre sobre la medicina i la salut de les persones grans. També va escriure un llibre sobre trastorns del somni i altre sobre oblit i com enfortir la memòria, i un tractat sobre causes de mortalitat. Un altre metge àrab del segle ix, Ishaq ibn Hunayn (mort el 910), fill de l'erudit cristià nestorià Hunayn Ibn Ishaq, va escriure un Tractat sobre Drogues per l'Oblit.
George Day va publicar les Malalties de la Vida Avançada el 1849, una de les primeres publicacions sobre el tema de la medicina geriàtrica. El primer hospital geriàtric modern va ser fundat en Belgrad, Sèrbia, el 1881 pel doctor Laza Lazarević.
El terme geriatria va ser proposat el 1908 per Ilià Métxnikov, premi Nobel de Medicina i més tard el 1909 pel Dr. Ignatz Leo Nascher, antic Cap de Clínica en el Departament d'Ambulatori de l'Hospital Mount Sinai (Ciutat de Nova York) i un "pare" de geriatria en els Estats Units.

## Àmbit d'aplicació

### Diferències entre medicina adulta i geriàtrica
La geriatria difereix de la medicina d'adults estàndard perquè se centra en les necessitats úniques de l'ancià. El cos envellit és diferent fisiològicament del cos adult més jove, i durant la vellesa es manifesta el declivi de diversos sistemes orgànics. Els problemes de salut anteriors i les opcions d'estil de vida produeixen una constel·lació diferent de malalties i símptomes en diferents persones. L'aparició dels símptomes depèn de les reserves sanes restants en els òrgans. Els fumadors, per exemple, consumeixen més ràpidament la seva reserva respiratòria.
Els geriatres distingeixen entre les malalties i els efectes de l'envelliment normal. Per exemple, la incontinència urinària pot ser part de l'envelliment, però la insuficiència renal no ho és. Els geriatres pretenen tractar malalties que estan presents i aconseguir un envelliment saludable. Els geriatres se centren en aconseguir les prioritats del pacient en el context de múltiples condicions cròniques i a preservar les funcions.

### Augment de la complexitat
La disminució de la reserva fisiològica en els òrgans fa que els ancians desenvolupin alguns tipus de malalties i tinguin més complicacions de problemes lleus (com la deshidratació per una gastroenteritis lleu). Múltiples problemes poden agreujar-se: Una febre lleu en persones d'edat avançada pot causar confusió, la qual cosa pot conduir a una caiguda i a una fractura del coll del fèmur ("maluc trencat").
Els ancians requereixen atenció específica als medicaments. Les persones d'edat en particular són sotmeses a polifarmàcia (prendre múltiples medicaments). Algunes persones grans tenen múltiples trastorns mèdics; algunes han autoprescrit molts medicaments a base d'herbes i medicaments de venda lliure. Aquesta polifarmàcia pot augmentar el risc d'interaccions farmacològiques o reaccions adverses. En un estudi, es va trobar que els medicaments receptats i de venda lliure eren comunament utilitzats en conjunt entre els adults majors, amb gairebé 1 de cada 25 individus potencialment en risc d'una interacció important entre la droga i les drogues. Els metabòlits dels fàrmacs són excretats principalment pels ronyons o el fetge, la funció dels quals pot ser perjudicada en els ancians, i per això necessita un ajust de la medicació.
La presentació de la malaltia en ancians pot ser vaga i inespecífica, o pot incloure deliri o caigudes. (La pneumònia, per exemple, pot presentar-se amb febre de baix grau i confusió, en lloc de la febre alta i la tos observada en persones més joves.) Algunes persones d'edat avançada poden trobar difícil descriure els seus símptomes en paraules, especialment si la malaltia està causant confusió o si tenen deterioració cognitiva. El deliri en els ancians pot ser causat per un problema menor com el restrenyiment o per una cosa tan greu i mortal com un atac cardíac. Molts d'aquests problemes són tractables, si es pot descobrir la causa arrel.

### Gegants geriàtrics
Els anomenats gegants geriàtrics són les principals categories de discapacitat que apareixen en les persones grans, especialment quan comencen a fallar. Aquests inclouen immobilitat, inestabilitat, incontinència i deterioració de l'intel·lecte i de la memòria.
La sarcopènia, la disminució de la massa muscular amb l'edat, és un contribuent significatiu al risc de caigudes, inestabilitat, immobilitat i discapacitat en la població geriàtrica.
La deficiència de la visió i la pèrdua auditiva són problemes crònics comuns entre les persones grans. Els problemes auditius poden portar a l'aïllament social, la depressió i la dependència, ja que la persona ja no pot parlar amb altres persones, rebre informació per telèfon o realitzar transaccions simples, com parlar amb una persona en un banc o botiga. Els problemes de visió porten a les caigudes dels objectes no vists, la medicina es pren incorrectament perquè les instruccions escrites no van poder ser llegides. Les finances estan sent mal administrades.

### Preocupacions pràctiques
Les habilitats funcionals, la independència i la qualitat de vida són de gran preocupació per als geriatres i els seus pacients. Les persones ancianes generalment desitgen viure de manera independent el temps més gran possible, la qual cosa requereix que puguin participar en l'autocura i altres activitats de la vida diària. Un geriatre pot ser capaç de proporcionar informació sobre les opcions de cura per a ancians, i remet a les persones als serveis de cura en la llar, instal·lacions d'infermeria qualificades, residències o sociosanitaris, segons sigui procedent.
Els ancians fràgils poden optar per declinar alguns tipus d'atenció mèdica, perquè la relació risc-beneficio és diferent. Per exemple, les dones ancianes fràgils de manera rutinària deixen de fer mamografies de detecció, perquè el càncer de mama és típicament una malaltia de creixement lent que no els causaria dolor, deterioració o pèrdua de la vida abans de morir per altres causes. Les persones fràgils també tenen un risc significatiu de complicacions postquirúrgiques i la necessitat de cures prolongades, i una predicció precisa —basada en mesures validades, en lloc de l'edat de la cara del pacient— pot ajudar els pacients grans a prendre decisions totalment informades sobre les seves opcions. L'avaluació de pacients més vells abans de les cirurgies electives pot predir amb precisió les trajectòries de recuperació dels pacients. Una escala de fragilitat utilitza cinc ítems: pèrdua de pes involuntària, feblesa muscular, esgotament, baixa activitat física i velocitat de marxa lenta. Una persona sana puntua 0; una persona molt fràgil puntua 5. En comparació amb els ancians no fràgils, les persones amb puntuacions intermèdies de fragilitat (2 o 3) tenen el doble de probabilitats de tenir complicacions postquirúrgiques, passen un 50% més de temps a l'hospital i tenen tres vegades més probabilitats de ser donats d'alta a un centre d'infermeria qualificat en lloc de les seves pròpies llars. Els pacients ancians fràgils (puntuació 4 o 5) que vivien a casa abans de la cirurgia tenen pitjors resultats, amb el risc de ser donats d'alta a una llar d'ancians elevant-se a vint vegades la taxa per als ancians no fràgils.

## Subespecialitats i serveis connexos
Algunes malalties comunament observades en ancians són estranyes en adults, com ara la demència, deliris, o caigudes. Per això, existeixen serveis especialitzats relacionats amb la geriatria:

### Serveis mèdics
- Cardiologia geriàtrica
- Odontologia geriàtrica
- Dermatologia geriàtrica
- Imatges diagnòstiques geriàtriques
- Medicina geriàtrica d'emergència
- Nefrologia geriàtrica
- Neurologia geriàtrica
- Oncologia geriàtrica
- Examen físic geriàtric d'interès especialment per a metges i mèdics assistents
- Psiquiatria geriàtrica o psicogeriatria (focus en demència, deliri, depressió i altres trastorns psiquiàtrics)[32]
- Geriatria de salut pública o geriatria preventiva
- Rehabilitació geriàtrica
- Reumatologia geriàtrica (enfocament en les articulacions i trastorns dels teixits tous en ancians)
- Sexologia geriàtrica (enfocament en la sexualitat en persones d'edat avançada)
- Clíniques mèdiques de la subespecialitat geriàtrica (com a clínica d'anticoagulació geriàtrica, clínica d'avaluació geriàtrica, clínica de caigudes i equilibri, clínica de continència, clínica de cures pal·liatives, clínica de dolor d'ancians, clínica de cognició i trastorns de memòria)

### Cirurgia
- Ortogeriatria (estreta cooperació amb cirurgia ortopèdica i un enfocament en l'osteoporosi i la rehabilitació).
- Cirurgia cardiotoràcica geriàtrica
- Urologia geriàtrica
- Otorrinolaringologia geriàtrica
- Cirurgia general geriàtrica
- Traumatisme geriàtric
- Ginecologia geriàtrica
- Oftalmologia geriàtrica

### Altres serveis
Altres programes també es centren en el manteniment d'una activitat física i dieta favorables. Els programes d'exercici adaptats per gent gran poden frenar la disminució de la qualitat de vida relacionada amb la salut.